# Saison 3 de Winx Club
Chronologie
Saison 2 Saison 4
La troisième saison de la série d'animation Winx Club est diffusée du 29 janvier au 28 mars 2007 et comprend 26 épisodes. La série est créée par Iginio Straffi, fondateur du studio d'animation Rainbow.
En 2011, la société américaine Viacom est devenue copropriétaire du studio Rainbow. Nickelodeon qui appartient à Viacom entreprend la production de la série. Avant de diffuser les épisodes produits, la chaîne retransmets la troisième saison sous le titre Winx Club : Enchantix du 14 novembre au 26 novembre 2011[réf. nécessaire].

## Épisodes
| № | #  | Titre                                              | Première diffusion | Première diffusion | Code de prod. |
| № | #  | Titre                                              | Italie             | France             | Code de prod. |
| --- | -- | -------------------------------------------------- | ------------------ | ------------------ | ------------- |
| 53 | 1  | Le bal de la princesse Il ballo della principessa  | 29 janvier 2007    | N/A                | 301           |
| Stella se met en quête de la plus belle robe du royaume pour assister au bal organisé en son honneur. Mais Chimera en a décidé autrement...                              |    |                                                    |                    |                    |               |
| 54 | 2  | La marque de Valtor Il marchio di Valtor           | 31 janvier 2007    | N/A                | 302           |
| Alors que Bloom se rend à Solaria, Valtor s'allie à Cassandra et Chimera pour ensorceler le père de Stella et transformer la jeune fille en un horrible monstre.         |    |                                                    |                    |                    |               |
| 55 | 3  | La Fée et la Bête La principessa e la bestia       | 2 février 2007     | N/A                | 303           |
| Le club des Winx et les garçons de Fontaine Rouge parviennent à sauver Stella mais pourront-ils s'échapper de Solaria en vie ?                                           |    |                                                    |                    |                    |               |
| 56 | 4  | Le Miroir de la vérité Lo specchio della verità    | 5 février 2007     | N/A                | 304           |
| Les Winx partent à la recherche du miroir de la vérité et aident Stella à retrouver son apparence normale.                                                               |    |                                                    |                    |                    |               |
| 57 | 5  | L'Océan de la peur Il Mare della Paura             | 7 février 2007     | N/A                | 305           |
| Les Winx décident de se rendre à Andros, tandis que Stella reste à Alféa pour s'assurer que les professeurs ne s'aperçoivent pas de leur absence.                        |    |                                                    |                    |                    |               |
| 58 | 6  | Le choix de Layla La scelta di Aisha               | 9 février 2007     | N/A                | 306           |
| Le club des Winx tombe nez à nez avec un monstre sous-marin alors qu'elles tentent à tout prix de sauver la vue de Layla.                                                |    |                                                    |                    |                    |               |
| 59 | 7  | La Compagnie de la Lumière La compagnia della luce | 12 février 2007    | N/A                | 307           |
| La bande tente de filer en douce à la fête organisée à Eraklyon. De leur côté, Layla et Stella tentent d'apprendre les bonnes manières à Bloom.                          |    |                                                    |                    |                    |               |
| 60 | 8  | La trahison de Sky ! Una sleale avversaria         | 14 février 2007    | N/A                | 308           |
| La cruelle Diaspro a plus d'un tour dans son sac pour contrarier les plans de Bloom et Sky. Quant à Stella, elle doit sauver son père des griffes d'un dragon maléfique. |    |                                                    |                    |                    |               |
| 61 | 9  | Alféa en danger ! Il cuore e la spada              | 16 février 2007    | N/A                | 309           |
| Bloom et le Club des Winx pourront-elles sauver Sky des griffes de la princesse Diaspro avant qu'il ne soit trop tard ?                                                  |    |                                                    |                    |                    |               |
| 62 | 10 | L'assaut d'Alféa Alfea sotto assedio               | 19 février 2007    | N/A                | 310           |
| Valtor prend le contrôle de la tour Nuage et des sorcières, puis les force à attaquer Alféa après avoir emprisonné Griffin.                                              |    |                                                    |                    |                    |               |
| 63 | 11 | La disparition de Faragonda Trappola per fate      | 21 février 2007    | N/A                | 311           |
| Alors que les Winx recherchent Mme Faragonda, elles finissent par retourner à la Tour Nuage, où elles tombent nez à nez avec Valtor.                                     |    |                                                    |                    |                    |               |
| 64 | 12 | Sauver Faragonda Le lacrime del salice nero        | 23 février 2007    | N/A                | 312           |
| Les Winx s'envolent vers le royaume de Flora afin de trouver un remède pour Mme Faragonda. Mais les Trix ne sont jamais loin...                                          |    |                                                    |                    |                    |               |
| 65 | 13 | Le sacrifice de Tecna Un ultimo battito d'ali      | 26 février 2007    | N/A                | 313           |
| Les Winx tentent d'arrêter la destruction de la planète et l'une d'entre elles devra faire un sacrifice suprême pour fermer le portail.                                  |    |                                                    |                    |                    |               |
| 66 | 14 | Dissolution du club Furia!                         | 28 février 2007    | N/A                | 314           |
| Les Winx se rendent à Tour Nuage pour confronter Valtor, qui en profite pour révéler à Bloom des secrets à propos de ses parents et de son passé.                        |    |                                                    |                    |                    |               |
| 67 | 15 | La quête du dragon L'isola dei draghi              | 2 mars 2007        | N/A                | 315           |
| Bloom se rend à Pyros, sur l'île des dragons, où elle doit rapidement lutter pour sa survie.                                                                             |    |                                                    |                    |                    |               |
| 68 | 16 | Signal reçu Dalle ceneri                           | 5 mars 2007        | N/A                | 316           |
| À Pyros, les dragons continuent d'attaquer Bloom. Pendant ce temps, Timmy reçoit un message de Tecna et part avec les Winx pour sauver la jeune fille.                   |    |                                                    |                    |                    |               |
| 69 | 17 | Dans la tanière du Serpent Nella tana del serpente | 7 mars 2007        | N/A                | 317           |
| Bloom et Sky doivent partir au secours de Tecna dans la dimension Omega, afin de la ramener saine et sauve à la maison.                                                  |    |                                                    |                    |                    |               |
| 70 | 18 | Le mystérieux Ophir Lo scrigno di Valtor           | 9 mars 2007        | N/A                | 318           |
| Lors d'une visite au Musée de la Magie, les Winx doivent défier Valtor qui menace de s'emparer d'une précieuse relique...                                                |    |                                                    |                    |                    |               |
| 71 | 19 | Le mariage de Radius All'ultimo minuto             | 12 mars 2007       | N/A                | 319           |
| Lorsque la comtesse Cassandra annonce ses fiançailles avec le père de Stella, les Winx décident de passer à l'action pour empêcher le mariage.                           |    |                                                    |                    |                    |               |
| 72 | 20 | Faragonda contre Valtor La carica delle Pixies     | 14 mars 2007       | N/A                | 320           |
| Alors que les Winx sont parties en mission, les mini-fées doivent défendre leur village d'Icy, Darcy et Stormy.                                                          |    |                                                    |                    |                    |               |
| 73 | 21 | Le secret de Fontaine Rouge La torre rossa         | 16 mars 2007       | N/A                | 321           |
| Les Winx sont en route pour le Royaume doré, à la recherche des étoiles d'eau, sans lesquelles elles ne pourront pas vaincre la flamme du dragon.                        |    |                                                    |                    |                    |               |
| 74 | 22 | Les fées au Royaume doré Il labirinto di cristallo | 19 mars 2007       | N/A                | 322           |
| Pour obtenir les étoiles d'eau et prouver leur détermination, Stella, Musa et Tecna doivent trouver leur chemin dans un labyrinthe jonché d'obstacles.                   |    |                                                    |                    |                    |               |
| 75 | 23 | Les Étoiles d'Eau La sfida dei maghi               | 21 mars 2007       | N/A                | 323           |
| Le duel lancé par Valtor contre les directeurs des trois écoles n'est en fait qu'une diversion pour que le vrai Valtor puisse s'infiltrer dans Alféa.                    |    |                                                    |                    |                    |               |
| 76 | 24 | Terrible dilemme La rivelazione delle streghe      | 23 mars 2007       | N/A                | 324           |
| Les Winx se rendent à la Tour Nuage pour rencontrer les sorcières qui ont détruit Domino                                                                                 |    |                                                    |                    |                    |               |
| 77 | 25 | Le Combat du Lac L'ira dello stregone              | 26 mars 2007       | N/A                | 325           |
| Valtor lance un sort composé des quatre éléments (le feu, l'eau, la terre et l'air) pour conquérir Magix. Les Winx décident de le vaincre une bonne fois pour toutes.    |    |                                                    |                    |                    |               |
| 78 | 26 | Une Invitation douteuse Un nuovo inizio            | 28 mars 2007       | N/A                | 326           |
| Les trois écoles doivent affronter une nouvelle menace, tandis que les Winx luttent contre les Trix et que Bloom se retrouve en face à face avec Valtor.                 |    |                                                    |                    |                    |               |